# Jessica Fletcher
Jessica Beatrice Fletcher (cognom de soltera: McGill), també coneguda com a Jessica Fletcher o J.B. Fletcher (com signa els seus llibres), és un personatge de ficció, provinent de la sèrie S'ha escrit un crim, de la qual és protagonista, interpretat per l'actriu Angela Lansbury. És estatunidenca i resideix a un poble de Maine anomenat Cabot Cove del qual, l'any 1991, es trasllada a Nova York, Fletcher és una autora de novel·les de misteri, professora d'anglès, detectiu aficionada, professora de criminologia i congressista. El 2004, Fletcher va ser inclòsa als "100 millors personatges de televisió" de Bravo. AOL la va nomenar un dels "100 personatges femenins de televisió més memorables". El mateix lloc web la va incloure entre els "detectives més intel·ligents de la televisió". Va ser classificada en el sisè lloc de l'enquesta de "America's Top Sleuths" de Sleuth Channel. Guinness World Records la va anomenar la "detective amateur més prolífica".

## Biografia de ficció
Es fa difícil conèixer els detalls de la infància i la joventut de la J.B., ja que apareix a la sèrie quan ja és bastant adulta. Segons la informació que proporcionen alguns capítols, es pot saber que, a la seva infantesa, va anar a una escola de monges i que, posteriorment, va estudiar a la universitat filologia anglesa i literatura de misteri. També es fa evident que es va casar amb un home anomenat Frank Fletcher perquè esmenta en nombrosos episodis que n'és la seva vídua. Tal com la trobem a la pantalla, és una professora de llengua anglesa que, després de la mort del seu marit, decideix escriure novel·les d'intriga, algunes de les quals, tot cal dir-ho, tenen molt d'èxit i esdevenen best-sellers. La seva nova professió l'obliga a viatjar molt per inspirar-se i agafar idees (sobretot pels EUA, però també a l'estranger), i sovint aprofita per visitar amistats i parents seus.

## Caràcter
Pretén mostrar-se i actuar de la forma més moralment correcta per sobre del seu interès personal. També és divertida quan toca i posseeix un fi sentit de l'humor. Té una intel·ligència privilegiada, sobretot per a resoldre crims, i en cap de les seves aventures en deixa un de sol sense solucionar.

## Obra
Les novel·les de misteri de J.B. són conegudes arreu del món i se situen al capdamunt de la llista de best-sellers mundial. La seva obra més famosa és El cadàver va ballar a mitjanit.